# Lemoviusok
A lemoviusok ókori nép. Egyedül Tacitus tesz említést róluk Germania című munkájában, szerinte a Balti-tenger partvidékén laktak. Nevül másik olvasata: lemoniusok. Egyes kutatók velük azonosítják a Ptolemaiosz Klaudiosz által említett léménoi nevű népet.